# Europaio
El europaio es un idioma reconstruido, que se basa en los dialectos europeos del antiguo indoeuropeo y, por tanto, sobre las antiguas lenguas bálticas, celtas, germánicas, itálicas y eslavas. El proyecto de reconstrucción fue lanzado en 2004 por miembros de la universidad de Extremadura. El principal objetivo de la reconstrucción es crear un idioma auxiliar común para la Unión Europea.